# Komorerna i olympiska sommarspelen 2000
Komorerna deltog i de olympiska sommarspelen 2000 med en trupp bestående av två deltagare, en man och en kvinna, men ingen av landets deltagare erövrade någon medalj.

## Friidrott
Herrarnas 100 meter
- Hadhari Saindou Djaffar
  1. Omgång 1 - 10.68 (→ did not advance, 67:e plats)

Damernas 100 meter
- Sandjema Batouli
  1. Omgång 1 - 13.58 (→ did not advance, 80:e plats)